# Déportation des enfants de Białystok
Le 21 août 1943, pendant la liquidation du ghetto de Białystok, environ 1 200 enfants juifs sont déportés dans les trains de l'Holocauste vers le camp de concentration de Theresienstadt, où ils sont isolés des autres prisonniers. Le 5 octobre, ils apprennent qu'ils seront envoyés en Suisse pour y être échangés contre des prisonniers de guerre allemands. Toutefois, le train est dérouté vers Auschwitz, où tous les enfants sont assassinés dans les chambres à gaz. La raison de cet itinéraire inhabituel fait encore l'objet de débats parmi les experts.

## Le ghetto de Białystok
Le ghetto de Białystok est ouvert en 1941 après l'assassinat de 7 000 Juifs de Białystok et des alentours par l'Einsatzgruppe B, le Polizei-Bataillon 309 (en) et le Polizei-Bataillon 316. En février 1943, 8 000 victimes juives sont déportées du ghetto vers le centre d'extermination de Treblinka et 2 000 autres sont exécutées dans le ghetto. Le 16 août 1943 commence la liquidation totale du ghetto. Malgré le soulèvement du ghetto, le Polizei-Bataillon 26 (largement composé de collaborateurs ukrainiens) et d'autres militaires allemands écrasent la révolte. Entre le 17 et le 23 août, plus de 25 000 Juifs sont déportés à Treblinka et à Auschwitz-Birkenau.

## Déportation des enfants

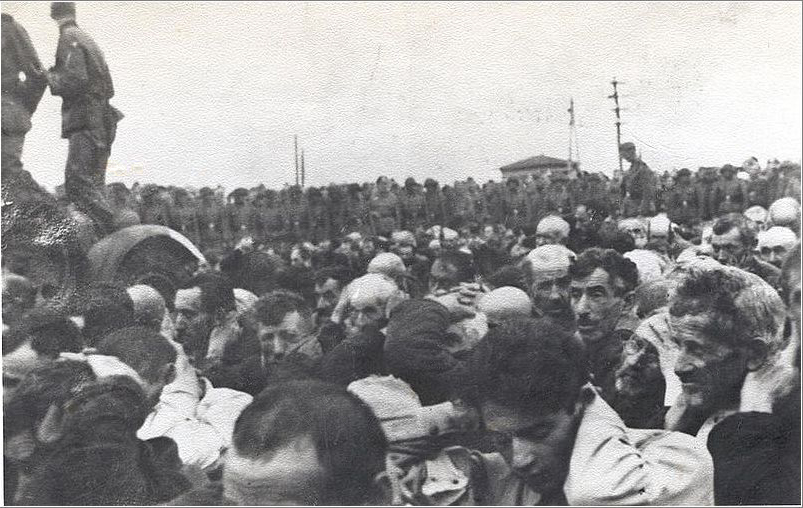
Liquidation du ghetto de Białystok.

Le 17 août, premier jour des déportations, environ 2 000 enfants sont regroupés près de la gare en attendant leur déportation. Les Allemands les séparent de leurs parents, et les hébergent, avec 400 autres enfants issus de deux orphelinats juifs de Białystok, pendant la liquidation chaotique du ghetto. Des rumeurs circulent : les enfants seraient échangés contre des prisonniers de guerre allemands puis envoyés en Suisse où ils trouveraient la sécurité. Certains parents remettent volontairement leurs enfants dans l'espoir de leur sauver la vie ; d'autres familles sont séparées de force et des survivants témoignent que les auxiliaires ukrainiens ont assassiné des enfants qui cherchaient à rejoindre leurs parents. Les enfants sont détenus dans un ancien lycée, où ils sont bien traités sur les ordres de Fritz Gustav, chef de la Gestapo à Białystok, qui a déclaré : « Ces enfants m'appartiennent ! ». Néanmoins, des troupes allemandes bombardent accidentellement le bâtiment le 18 août, causant la mort de plusieurs dizaines d'enfants,. Le 20 août, environ 1 200 enfants âgés de 4 à 14 ans et quelques dizaines d'adultes pour les encadrer ont marché séparément vers l'Umschlagplatz, où ils n'ont reçu qu'un peu de pain, mais pas d'eau malgré la chaleur.
Sans doute le 21 août, les enfants et leurs accompagnateurs montent dans un train qui arrive trois jours plus tard au ghetto de Theresienstadt,,. Des doutes subsistent sur la composition du train : était-ce un convoi de wagons de marchandises, habituel pendant la Shoah, ou bien des voitures passagers ?. Les conditions à bord du train sont relativement clémentes et, après un moment, les enfants commencent à oublier les atrocités du ghetto de Białystok ; cependant, certains des plus âgés demandent à leurs accompagnateurs s'il vaut mieux sauter du train. Helena Wolkenberg, une accompagnatrice qui a survécu, leur a répondu qu'ils ne devaient sauter du train que s'il prenait la direction du Nord, or le convoi se dirige vers l'Ouest. L'itinéraire est flou : on ignore si le convoi est passé par Białystok–Auschwitz–Theresienstadt–Auschwitz ou bien par Białystok–Theresienstadt–Auschwitz. Dans le premier cas, il est possible que les plus jeunes enfants soient débarqués du train pour être exécutés à Auschwitz,. D'après l'historien Bronka Klibanski, le convoi s'est arrêté à Auschwitz avant son arrivée à Theresienstadt ; à Auschwitz, 20 enfants et 3 accompagnatrices, munies de visas palestiniens en cours de validité, sont retirés du trains et envoyés dans les chambres à gaz. Le 20 août 1943, le convoi arrive à Theresienstadt, et les accompagnateurs sont séparés des enfants (sauf une jeune femme déguisée en enfant) et installés dans un autre train. Les accompagnateurs sont envoyés à Auschwitz, où environ vingt personnes sont affectées au travail forcé et les autres sont exécutés,.

## Le ghetto de Theresienstadt

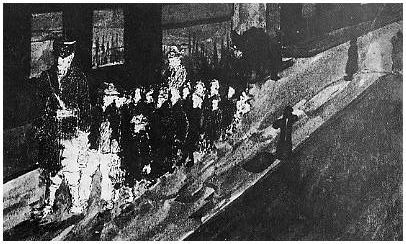
Marche des enfants de Białystok par Pavel Fantel

À Theresienstadt, les enfants sont maintenus quelque temps dans les voitures. Certains détenus ont pour consigne d'apporter de la nourriture au convoi mais ils ont interdiction de parler. Malgré la vie très difficile à Theresienstadt, camp de concentration où plus de 30 000 personnes sont mortes,, les détenus sont choqués de l'état lamentable des enfants : affamés, ils portent des haillons et beaucoup sont pieds nus. Comme les Allemands ne veulent pas que les prisonniers de Theresienstadt entendent parler de Treblinka et des autres camps d'extermination, ils interdisent aux détenus de sortir ou même de regarder par la fenêtre pendant que les enfants sont conduits dans le bâtiment de désinfection par une importante escorte de SS. Les prisonniers de Theresienstadt sont déconcertés devant ces précautions : aucun autre convoi n'a jamais été séparé d'autrui ni composé uniquement d'enfants,,. Les détenus ont dessiné au moins cinq images montrant la marche des enfants dans les rues.
En arrivant aux salles de désinfection, certains enfants paniquent quand leurs cheveux sont coupés et quand ils reçoivent l'ordre de se déshabiller car ils croient que la chambre à gaz les attend ; des témoins disent qu'ils ont crié « Gaz ! Gaz ! Gaz ! ». Les enfants plus âgés s'interposent devant les plus petits et ils refusent de se déshabiller et de se laver malgré leurs vêtements en lambeaux et leurs poux. Le personnel de désinfection, enfreignant la consigne de ne pas parler aux enfants, parvient à les rassurer discrètement et leur dit qu'il n'y a pas de chambre à gaz à Theresienstadt ; les enfants se calment quand ils voient de l'eau sortir des douches,,. Les enfants, malgré la barrière des langues — la plupart d'entre eux parle le polonais ou le yiddish — racontent aux prisonniers de Theresienstadt les exécutions de masse à Białystok et leur parlent du recours aux chambres à gaz pour les assassinats collectifs. Ces renseignements, même s'ils ne sont pas pleinement compris par les détenus de Theresienstadt, leur fournissent des indices sur le sort qui attend les personnes déportées du camp.
Les enfants sont hébergés dans les baraquements de l'ouest, séparés du reste du camp par une clôture en fil barbelé. Des gendarmes tchèques surveillent le périmètre et veillent à l'isolement strict des enfants par rapport aux autres prisonniers,,. Pour en savoir davantage sur les chambres a gaz, Fredy Hirsch, chef de communauté, saute par-dessus la clôture pour communiquer avec les enfants de Białystok mais il est arrêté. En punition, il est convoyé vers Auschwitz en septembre. Les enfants ne figurent pas dans les registres du camp ; ils bénéficient d'un sort relativement clément et les Allemands leur remettent des suppléments alimentaires. La rumeur court que les enfants seraient emmenés en Suisse pour un échange contre des prisonniers de guerre allemands, même si certains soupçonnent qu'il s'agit d'un piège. Cinquante-trois volontaires tchèques, principalement des médecins et des infirmières, sont autorisés à franchir la barrière pour s'occuper des jeunes. Ces volontaires, dont Ottla Kafka, sont maintenus à l'écart avec les enfants et n'ont pas le droit de communiquer avec les autres prisonniers,,. Certains enfants, malades, sont probablement exécutés à Kleine Festung Theresienstadt ou dans une infirmerie,.
Le 5 octobre, 1 196 enfants et les 53 accompagnants sont chargés à bord d'un train et entendent qu'ils seront envoyés en Suisse,. Ils ont pour consigne de retirer l'étoile jaune imposée aux Juifs et ils sont contraints de signer un serment de ne rien communiquer sur les atrocités des nazis. Le convoi parvient à Auschwitz deux jours plus tard ; tous les voyageurs sont immédiatement envoyés en chambre à gaz,.